# Подгорный, Яков Иванович
Яков Иванович Подгорный (1 ноября 1877, Херсон — 1945, Москва) — офицер русского императорского и белого флотов, подводник, изобретатель минного оружия, капитан 1-го ранга.
Из мещан г. Лохвицы Полтавской губернии.

## Биография
В 1902 году — Сдал экзамен на шкипера дальнего плавания в Отделе торгового мореплавания Министерства финансов. 24 ноября 1903 — Подпоручик по адмиралтейству по экзамену.
1904 — Во Владивостоке. Занимался гидрографическими работами на портовом судне «Лоцман».
12 апреля 1904 — Переведен из запаса на действительную службу. 1904—1905 — Вахтенный начальник вспомогательного крейсера «Дон». Май 1905 — Помощник командира подводной лодки «Кефаль». 3 января 1906 — 8 мая 1908 — Командир подводной лодки «Кефаль».
6 декабря 1906 — Поручик по адмиралтейству за отличие.
7 декабря 1907 — Окончил Либавский класс подводного плавания. Включён в первый список офицеров Подводного Плавания. 1908 — Окончил Минные офицерские классы. Минный офицер 2-го разряда.
1908—1910 — Помощник командира подводной лодки «Аллигатор».
29 марта 1909 — Штабс-капитан по адмиралтейству за отличие. 16 июля 1910 — По экзамену переведён из штабс-капитанов по адмиралтейству в лейтенанты флота.
1910 — Минный офицер штаба 2-го дивизиона подводных лодок Балтийского моря.
26 июля 1910 — 5 марта 1915 — Командир подводной лодки «Крокодил». 6 декабря 1914 — Старший лейтенант за отличие.
1914 — 1 марта 1915 — Врид командира подводной лодки «Кайман». 
1915 — Старший офицер подводной лодки «Гепард». 5 июня 1915 — 11 июля 1916 — Командир подводной лодки «Гепард».
1916 — Списан по болезни. 11 июля 1916 — Младший помощник начальника Отдела подводного плавания Главного управления кораблестроения.
28 июня 1917 — Капитан 2-го ранга за отличие.
1919 — Во ВСЮР, в Новороссийском военном порту. 1919 — Капитан 1-го ранга. 1919 — В Донской армии. Командир бронепоезда.
2 февраля 1919 — Инспектор и начальник тяжелой артиллерии Донской флотилии. 1920 — Командир транспорта «Далланд». 1920 — Увёл транспорт в Бизерту.
1921 — В эмиграции в Марселе. 1928 — В эмиграции в Чехословакии, в Пльзене и Праге.
Май 1945 — Арестован СМЕРШ «за принадлежность к белоэмигрантской террористической организации». Депортирован из Праги в СССР. Умер в московской тюрьме во время следствия.

## Изобретения
Предложил изменить конструкцию торпедного аппарата Джевецкого с целью устранить зависимость направления движения торпеды от угла её выхода из аппарата, повысив тем самым точность стрельбы.
Предложил концепцию стрельбы торпедами по подводной лодке при её нахождении под водой, описал необходимые для этого изменения в конструкции торпеды.

## Литературное творчество
В 1928–1931 в Пльзене издавал журнал «Зарубежный морской сборник».

## Награды
- Орден Святого Станислава 3-й степени (1910)
- Благодарность морского министра (06.12.1911)
- Орден Святой Анны 3-й степени с мечами и бантом (1915)